# Army Men: World War - Final Front
Army Men: World War - Final Front (bên châu Âu gọi là Army Men: Lock 'n' Load) là trò chơi điện tử thuộc thể loại bắn súng góc nhìn thứ ba do The 3DO Company phát triển và phát hành độc quyền cho PlayStation vào năm  2001. Đây là phần thứ ba trong dòng game phụ World War.

## Cốt truyện
Sau một thời gian hòa bình ngắn ngủi thì đột nhiên Tan lại tiến hành chiến tranh chống lại Green, do vậy Green bèn trả đũa bằng cách tấn công thủ đô của Tan để chiếm ưu thế. Khi họ phát hiện ra rằng Tan đã tạo ra vũ khí hủy diệt hàng loạt, họ tuyên bố một cuộc chiến tranh toàn diện chống lại Tan và triển khai lực lượng của họ trên toàn thế giới để tiêu diệt quân đội vừa hồi phục và thứ vũ khí mới của Tan.

## Lối chơi
Một lần nữa, khá nhiều màn chơi mang dáng dấp của các trận chiến trong Thế chiến thứ hai trong khi số khác thì có vẻ tương đồng với những cuộc phiêu lưu của Indiana Jones, một số trận chiến thì lại diễn ra tại các khu vực ngầm bí ẩn của một vùng đất sa mạc giống như Ai Cập. Game cũng cho phép người chơi điều khiển các phương tiện như xe đạp, xe tăng, thuyền và tàu ngầm là loại hình khí tài mới mẻ lần đầu tiên xuất hiện trong dòng World War.

## Đón nhận
| Đón nhận |         |
| --- | ------- |
| Điểm số tổng gộp Nhà tổng gộp Điểm số Metacritic 50/100 [ 3 ] Các điểm số đánh giá Xuất bản phẩm Điểm số AllGame [ 4 ] Game Revolution F [ 5 ] GameSpot 6/10 [ 6 ] IGN 4.5/10 [ 7 ] Next Generation [ 8 ] OPM (Hoa Kỳ) [ 9 ] PSM 3/10 [ 10 ] |         |
| Điểm số tổng gộp |         |
| Nhà tổng gộp | Điểm số |
| Metacritic | 50/100  |
| Các điểm số đánh giá |         |
| Xuất bản phẩm | Điểm số |
| AllGame | [ 4 ]   |
| Game Revolution | F       |
| GameSpot | 6/10    |
| IGN | 4.5/10  |
| Next Generation | [ 8 ]   |
| OPM (Hoa Kỳ) | [ 9 ]   |
| PSM | 3/10    |

Trò chơi nhận được nhiều đánh giá "trái chiều" theo trang web tổng hợp kết quả đánh giá Metacritic. Scott Steinberg của tờ NextGen đã so sánh tựa game này với Chiến tranh Việt Nam, gọi đó là "một cuộc chiến hoàn toàn xấu xí và tàn khốc mà bạn không thể chiến thắng". Four-Eyed Dragon của GamePro đã tóm tắt bài đánh giá của mình về trò chơi như sau, "Nếu bạn dự định tham gia làm nhiệm vụ với Final Front, hãy chuẩn bị cho một trận chiến khó khăn mà không có bất kỳ huy chương sáng bóng nào cả".